# 서부남로
서부남로(Seobunam-ro)는 충청남도 아산시 선장면 선창삼거리에서 아산시 신창면를잇는 도로이다.

## 주요 경유지
충청남도
- 아산시 (선장면 . 신창면)

## 노선 경로
| 이름        | 접속 노선                   | 경유지 | 경유지 | 비고 |
| ----------- | --------------------------- | ------ | ------ | ---- |
| (이름없음)  | 선장로                      | 아산시 | 선장면 |      |
| 선장삼거리  | 선장로                      | 아산시 | 선장면 |      |
| 선창교      |                             | 아산시 | 선장면 |      |
| 연동삼거리  | 삼봉산길                    | 아산시 | 선장면 |      |
| 난고개      |                             | 아산시 | 선장면 |      |
| 오목삼거리  | 서부남로667번길             | 아산시 | 선장면 |      |
| 선장 교차로 | 지방도 제645호선 (아산만로) | 아산시 | 선장면 |      |

## 주요건물및 시설
- 아산새마을금고 본점 (서부남로 11/군덕리 375-18)
- 선장치안센터 (서부남로 13/군덕리 377-10)
- 선장초등학교 (서부남로 21/군덕리 73-1)
- 선도중학교 (서부남로 21/군덕리 73-1)
- 이마트24 아산선장파크점 (서부남로 432/죽산리 323-27)
- GS25 선장프라자점 (서부남로 800/읍내리 141-1)
- CU 아산신창로드점 (서부남로 818/읍내리 142-1)
- 농협 온양농협 읍내지점 (서부남로 860/읍내리 288)